# Italia en los Juegos Olímpicos de Oslo 1952
Italia estuvo representada en los Juegos Olímpicos de Oslo 1952 por un total de 33 deportistas que compitieron en 6 deportes.  
La portadora de la bandera en la ceremonia de apertura fue la esquiadora alpina Maria Grazia Marchelli.

## Medallistas
El equipo olímpico italiano obtuvo las siguientes medallas:
| Nombre                  | Deporte      | Competición |
| ----------------------- | ------------ | ----------- |
| Oro                     |              |             |
| Zeno Colò               | Esquí alpino | Descenso M  |
| Plata                   |              |             |
| —                       |              |             |
| Bronce                  |              |             |
| Giuliana Chenal-Minuzzo | Esquí alpino | Descenso F  |